# Maureen Anderman
Maureen Anderman (* 26. Oktober 1946 in Detroit, Michigan) ist eine US-amerikanische Schauspielerin.

## Leben
Anderman hatte 1970 ihr Debüt am Broadway als Bianca in William Shakespeares Othello. Seit dieser Zeit spielte sie in zahlreichen Aufführungen am Broadway, unter anderem in Produktionen von Hamlet und Macbeth und Edward Albees Wer hat Angst vor Virginia Woolf? Für ihre Darstellungen wurde sie 1972 mit dem Theatre World Award ausgezeichnet, zudem wurde sie in nachfolgenden Jahren für den Tony Award und zwei Mal für den Drama Desk Award nominiert. Sie trat auch in einigen Off-Broadway-Produktionen auf.
In Film und Fernsehen war sie hingegen selten zu sehen. Neben Gastrollen in Fernsehserien wie Kojak – Einsatz in Manhattan, Chefarzt Dr. Westphall und Spenser trat sie zwischen 1985 und 1989 in einer wiederkehrenden Gastrolle als Pete O'Phelan in der Serie Der Equalizer auf. Ab den 1990er Jahren war sie nur noch selten im Fernsehen zu sehen.

## Filmografie (Auswahl)
- 1976: Kojak – Einsatz in Manhattan (Kojak)
- 1979: Die Verführung des Joe Tynan (The Seduction of Joe Tynan)
- 1982: Chefarzt Dr. Westphall (St. Elsewhere)
- 1985: Spenser (Spenser: For Hire)
- 1985–1989: Der Equalizer (The Equalizer)
- 1987–1991: The Days and Nights of Molly Dodd
- 1992: Law & Order
- 1997: Homicide (Homicide: Life on the Street)
- 2003: Criminal Intent – Verbrechen im Visier (Law & Order: Criminal Intent)

## Broadway (Auswahl)
- 1970: Othello
- 1975–1976: Hamlet
- 1976: Who’s Afraid of Virginia Woolf?
- 1980: The Man Who Came to Dinner
- 1981: Macbeth
- 1983–1984: You Can't Take It With You
- 2010–2011: Driving Miss Daisy

## Auszeichnungen
- 1972: Theatre World Award für Moonchildren
- 1975: Drama-Desk-Award-Nominierung für Seascape
- 1980: Tony-Award-Nominierung für The Lady from Dubuque
- 1983: Drama-Desk-Award-Nominierung für You Can't Take It With You